# CRUVI FPGA Card
Die CRUVI FPGA Card ist ein speziell auf die Bedürfnisse von FPGAs ausgerichteter Tochterkartenstandard.

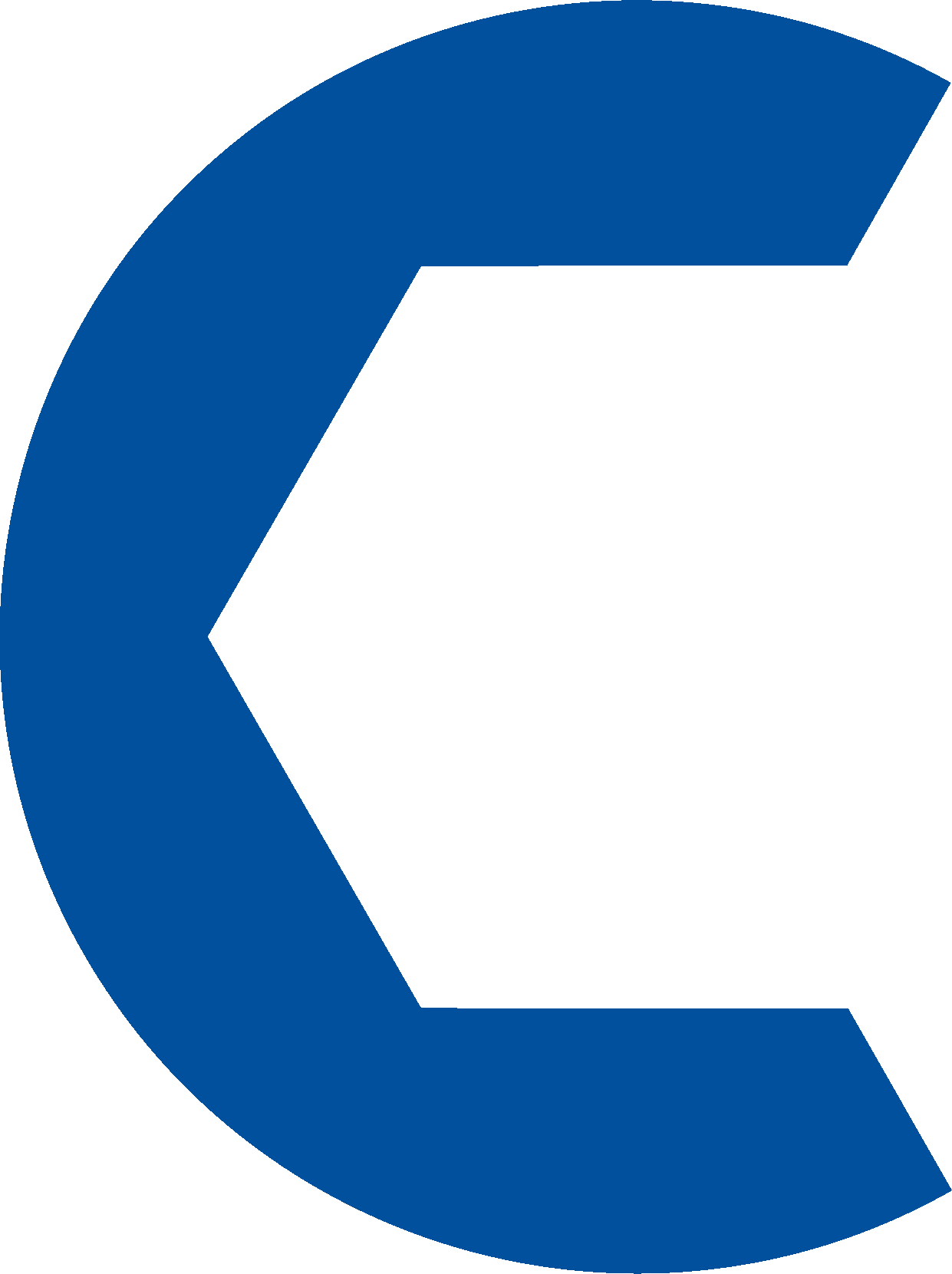
CRUVI FPGA Card Logo

## Hintergrund
Diese Erweiterungsbusschnittstelle wurde entwickelt, um ein offenes System von Funktionsmodulen für eine hochleistungsfähige Peripherieverbindung zu schaffen. Der Hauptfokus liegt auf der Unterstützung von FPGA- und FPGA SoC-Geräten aller führenden Hersteller wie Altera, Lattice Semiconductor Corporation, Microchip Technology und Xilinx.
Das Wort CRUVI ist eine Kombination aus dem estnischen Wort „KRUVI“ für Schraube und dem Buchstaben „C“, der sich auf die Hälfte des sechseckigen Schraubenkopfes bezieht. In diesem Fall wurde das „K“ durch ein „C“ ersetzt, um den Bezug zum Schraubenkopf zu betonen.
Alle Module werden mit M2-Schrauben mit einem Durchmesser von 2 mm mechanisch fixiert.
CRUVI kann verwendet werden, um benutzerdefinierte Hochleistungsprototypen zu erstellen, für Systemintegration und Tests, um komplexe Systeme aus kleineren Bausteinen schnell zu entwickeln und Kosten zu senken. Es dient als Plattform für Hochleistungs-Halbleiterevaluierungsplatinen und -systeme.
Das Träger Modul liefert die Stromversorgung, die Eingabe/Ausgabe Spannung und steuert die Funktionen der Peripherie Module.
Der CRUVI-Standard existiert sowohl für Geräte mit niedriger Datenübertragungsrate und geringer Pin-Anzahl wie Pmod Schnittstelle, als auch für Hochleistungsgeräte mit hoher Pin-Anzahl HPC, 400 I/O FPGA Mezzanine Card (FMC)-Peripheriegeräte.
Drei Board-to-Board-Steckverbinder sind spezifiziert: CRUVI-LS (Low Speed), CRUVI-HS (High Speed) und CRUVI-GT (Gigabit Transceiver) PCIe Gen 5.0-fähig.
Verschiedene Adapter Module konvertieren Signale von Pmod zu CRUVI-LS (CR00025), von FMC zu CRUVI-HS (CR00101, CR00111) und von FMC zu CRUVI-GT (CR00112).

## Geschichte
Internationale Mitwirkende zur Definition der Open Source CRUVI-Spezifikation sind Trenz Electronic GmbH, Arrow Electronics, Samtec, Flinders University, Synaptic Laboratories Ltd, Symbiotic EDA und MicroFPGA UG.
Geschichte der CRUVI Open Source Spezifikation – zur kostenfreien Nutzung unter der Apache-Lizenz 2.0.
| Jahr | Version      | Beschreibung                        | Referenz |
| ---- | ------------ | ----------------------------------- | -------- |
| 2021 | 1.0.7 -alpha | erste Freigabe                      |          |
| 2024 | 2.0.1 -alpha | neu: CRUVI-GT (Gigabit Transceiver) | [ 1 ]    |

## Aufbau und Beschreibung der Träger Module
Einzelne, doppelte oder dreifache Träger Module sind möglich. Diese haben mehrere Befestigungslöcher.
Ein Trägermodul mit drei Steckplätzen hat die Maaße 67,72 × 57,5 mm². Die Befestigungslöcher (1 bis 6) für M2-Schrauben haben einen Durchmesser von 2,2 mm und benötigen SMD-Abstandshalter zur mechanischen Fixierung. Die PCB-Vorlage CR99201 hat LS- und HS-Anschlüsse mit den Namen: AX, BY und CZ. Die PCB-Vorlage CR99500 hat LS-, HS- und GT-Anschlüsse.

CRUVI Träger Module
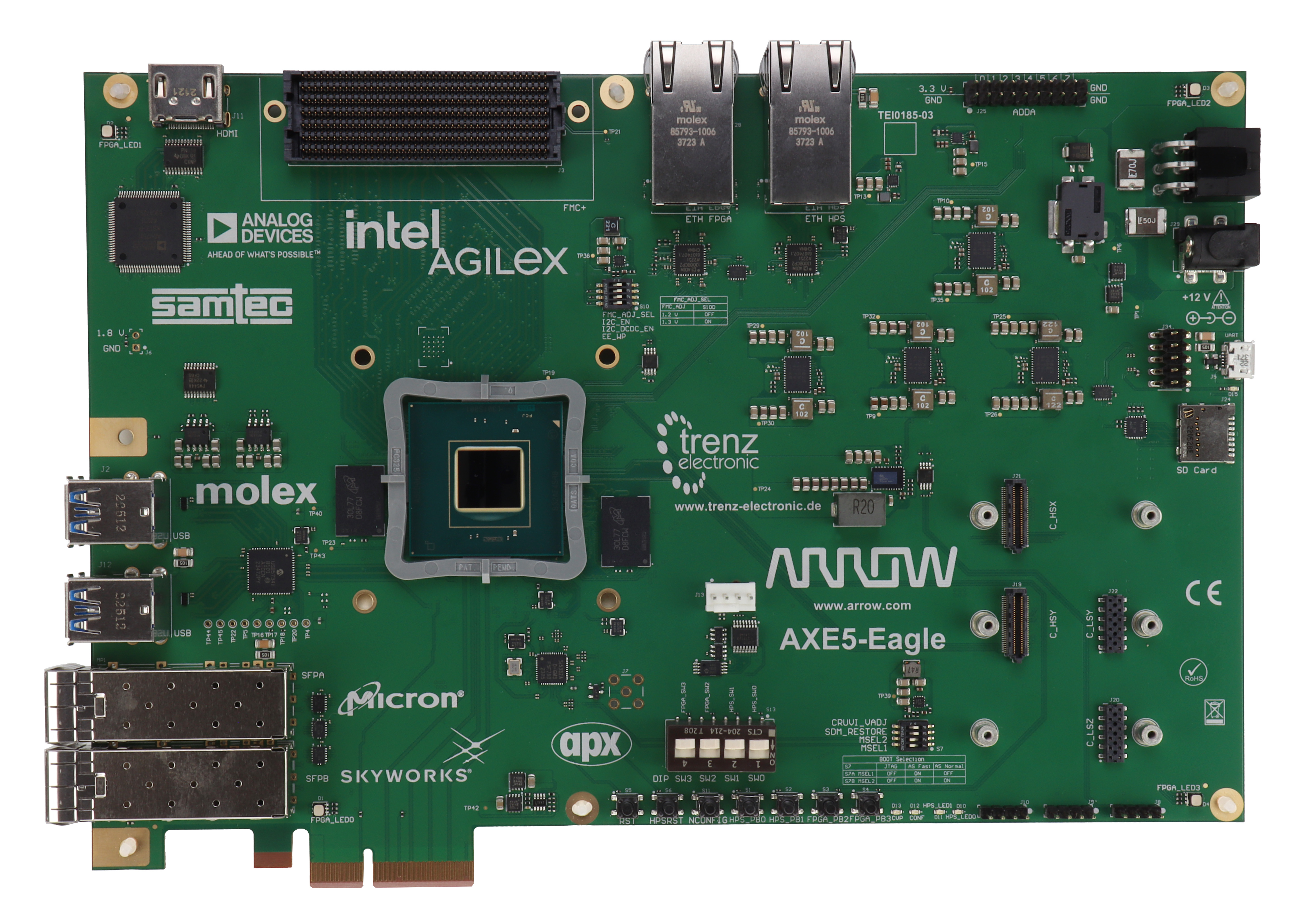
AXE5-EAGLE Entwicklungskit mit Altera Agilex 5 E SoC FPGA und mit HS LS CRUVI Steckplätzen
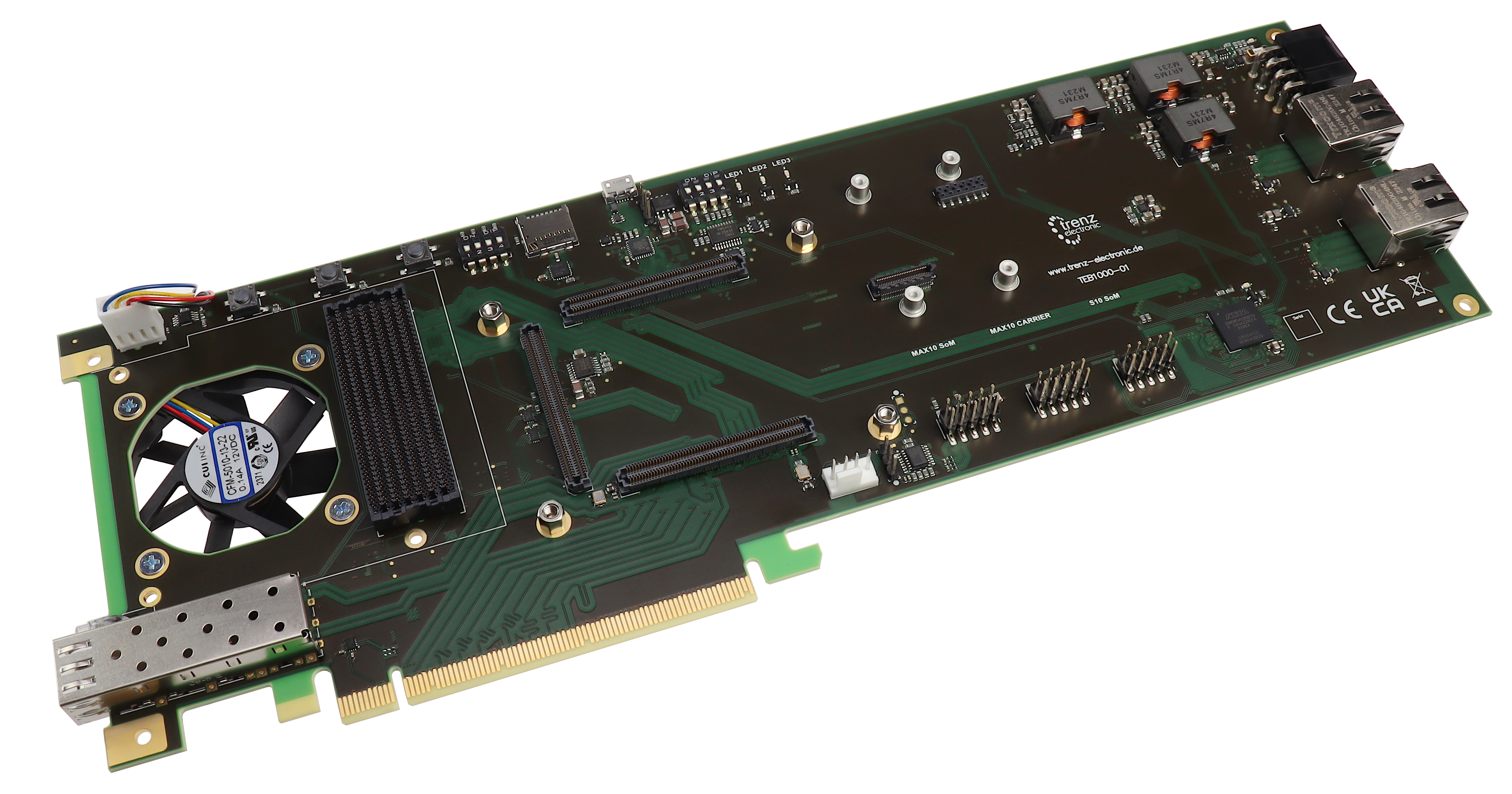
Trägermodul für Altera Stratix 10 SX FPGA SoC SOM mit HS LS CRUVI Steckplätzen
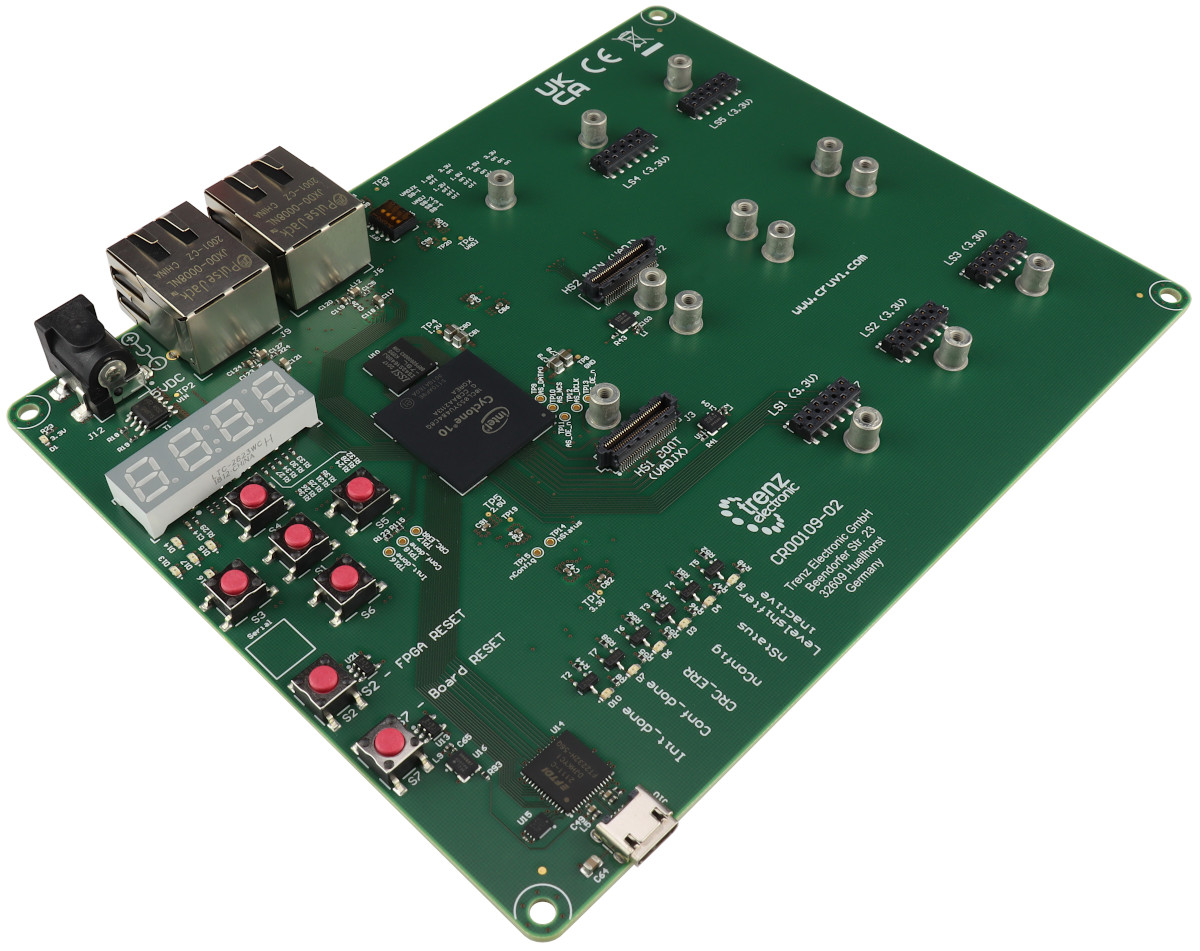
Trägermodul mit Altera Cyclone10 LP FPGA und mit HS LS CRUVI Steckplätzen

einfach, zweifach und dreifach Träger Module
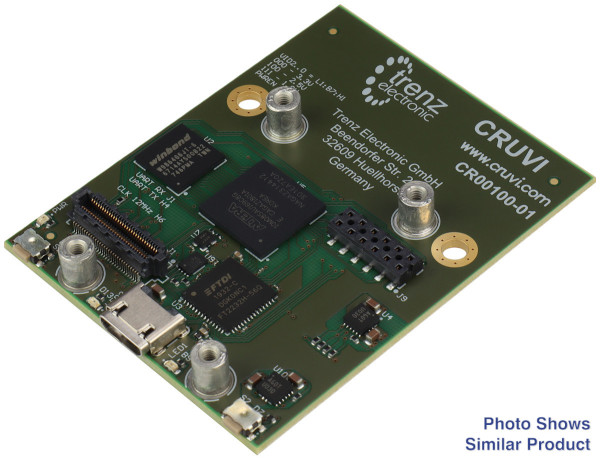
Trägermodul mit Altera MAX 10 FPGA
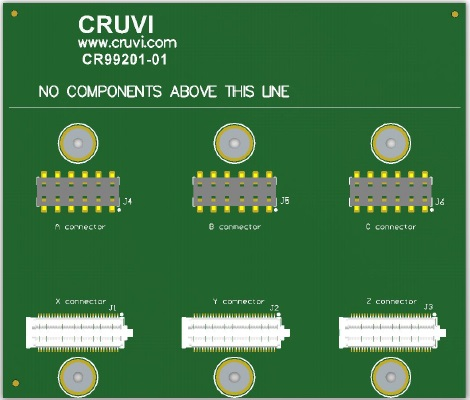
PCB-Vorlage CR99201
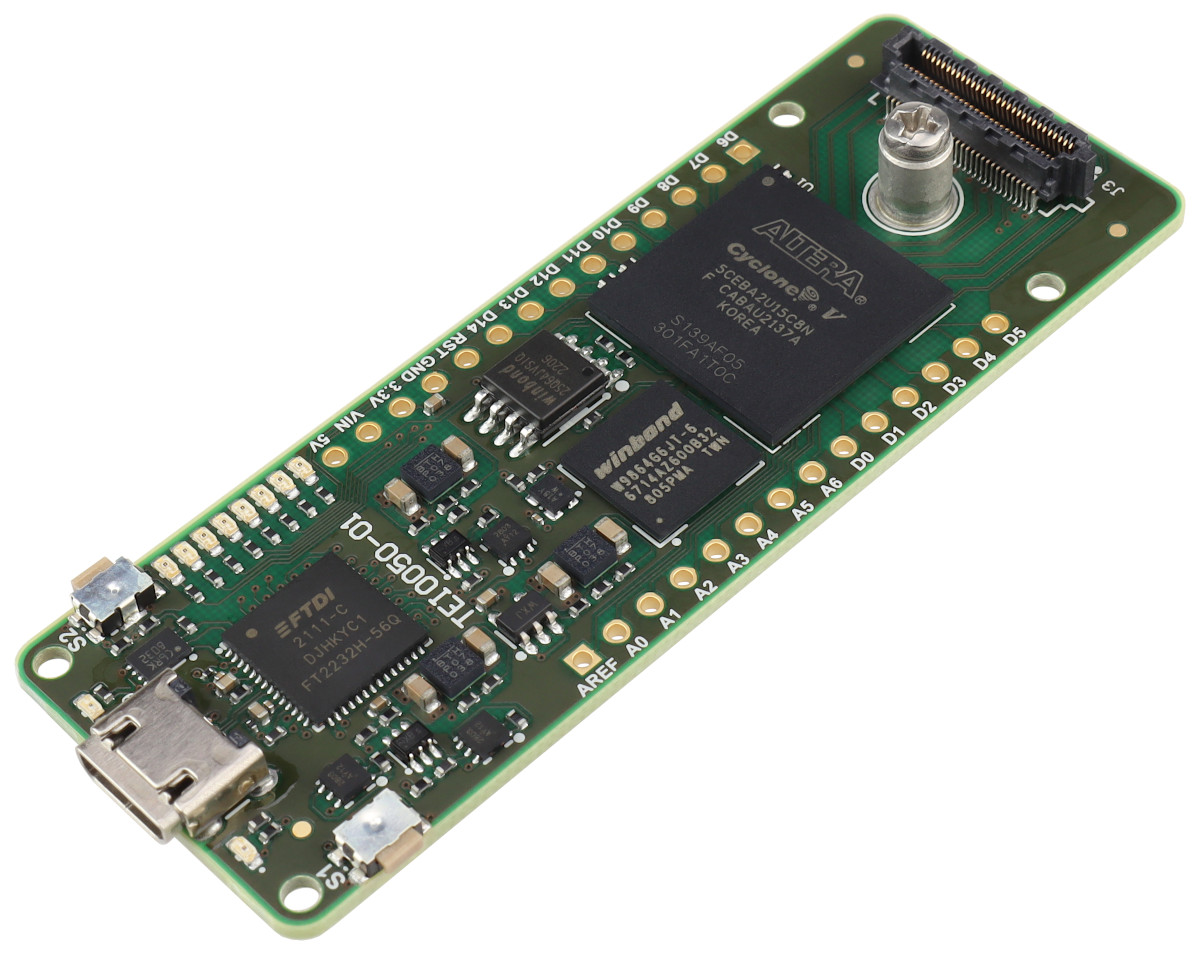
Trägermodul mit Altera Cyclone V FPGA
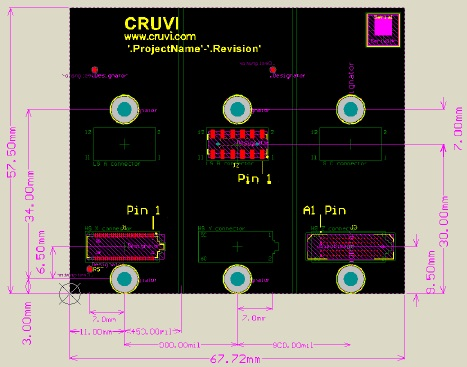
Maaße der PCB-Vorlage CR99500
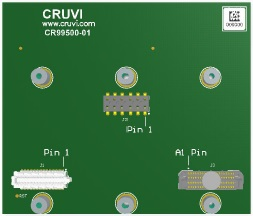
PCB-Vorlage CR99500
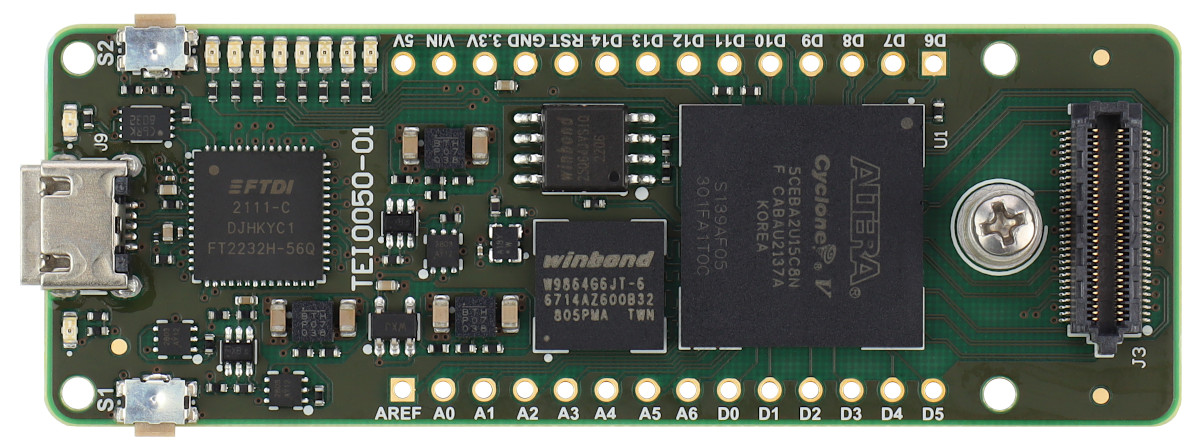
Trägermodul Ansicht von oben

Es wird empfohlen, dass alle FPGA-Hostplatinen mit CRUVI-Steckplätzen LiteX-Plattform-Supportdateien bereitstellen.

## Aufbau und Beschreibung der Peripherie Module
Es gibt verschiedene Peripheriemodule, die flexibel und skalierbar in Größe und mit LS-, HS- und GT-Anschlüssen möglich sind. Die Befestigungslöcher sind für M2-Schrauben mit einem Durchmesser von 2,2 mm vorgesehen.

## Steckverbinder, Pin und Signal Beschreibung
|                                | LS Low Speed          | HS High Speed                                       | GT Gigabit Transceiver |
| ------------------------------ | --------------------- | --------------------------------------------------- | ---------------------- |
| Träger Module Steckverbinder   | CLT-106-02-F-D-A-K    | SS4-30-3.50-L-D-K                                   | ADF6-20-03.5-L-4-2     |
| 3D STEP Model                  |                       |                                                     |                        |
| Peripherie Steckverbinder      | TMMH-106-04-F-DV-A-M  | ST4-30-1.50-L-D-P                                   | ADM6-20-01.5-L-4-2     |
| 3D STEP Model                  |                       |                                                     |                        |
| Pin Anzahl                     | 12 (6 je Reihe)       | 60 (30 je Reihe)                                    | 80 (20 je Reihe)       |
| Pin Abstand [mm]               | 2                     | 0.4                                                 | 0.635                  |
| gesteckte Höhe [mm]            | 4.78 bis 5.29         | 5                                                   | 5                      |
| Geschwindigkeit [GHz] / [Gbps] | 5.5 / 11              | 13.5 / 27 (single ended) 15.5 / 31 (differentielle) | 32                     |
| Single ended I/O pins (VCCIO)  | 8                     | 37 (28 einstellbar) + (9 fix 3.3V)                  | 8 + I²C                |
| max. differential I/O          | no                    | max. 12 LVDS                                        | max. 4 lanes + REFCLK  |
| Stromversorgung                | einstellbar, 3.3V, 5V | einstellbar, 3.3V, 5V                               | einstellbar, 3.3V, 5V  |
| Stromstärke je Pin [A]         | 4.1 (2-Pin)           | 1.6 (2-Pin)                                         | 1.34 (4-Pin)           |
| max. Temperatur Bereich [°C]   | −55 bis 125           | −55 bis 125                                         | −55 bis 125            |

### CRUVI-LS Low Speed Pin und Signal Beschreibung
| Pin | Bezeichnung | Signal                                              | Pin | Bezeichnung | Signal                                             |
| --- | ----------- | --------------------------------------------------- | --- | ----------- | -------------------------------------------------- |
| 1   | SDA         | I2C(SDA), SMBUS(SDA)                                | 7   | D1          | UART(RXD1), SD(D1), SPI(MISO), QSPI(D1), JTAG(TDI) |
| 2   | SCL         | I2C(SCL), SMBUS(SCL)                                | 8   | CLK         | UART(RTS), SD(CLK), SPI(CLK), QSPI(CLK), JTAG(TCK) |
| 3   | D3          | UART(RST), SD(TXD0), QSPI(D3), JTAG(nRST)           | 9   | D0          | UART(TXD1), SD(D0), SPI(MOSI), QSPI(D0) JTAG(TDO)  |
| 4   | SEL         | UART(CTS), SD(CMD), SPI(SEL), QSPI(SEL), JTAG(TMS)  | 10  | VCC         | Power 3.3V                                         |
| 5   | D2          | SMBUS(INT), UART(RXD0), SD(D2), QSPI(D2), JTAG(RFU) | 11  | RFU         | noch nicht definiert                               |
| 6   | GND         | Ground                                              | 12  | VBUS        | Power 5V                                           |

### CRUVI-HS High Speed Pin und Signal Beschreibung
| Pin | Bezeichnung | Notiz  | Pin | Bezeichnung | Notiz  | Pin | Bezeichnung | Notiz       | Pin | Bezeichnung | Notiz           |
| --- | ----------- | ------ | --- | ----------- | ------ | --- | ----------- | ----------- | --- | ----------- | --------------- |
| 1   | RFU1        |        | 16  | A0_N        | LVDS   | 31  | GND         | Ground      | 46  | A5_N        | LVDS            |
| 2   | HSIO        |        | 17  | B0_N        | LVDS   | 32  | A3_P        |             | 47  | B5_N        | LVDS            |
| 3   | ALERT/IRQ   |        | 18  | GND         | Ground | 33  | B3_P        | LVDS        | 48  | GND         | Ground          |
| 4   | VCC         | 3,3V   | 19  | GND         | Ground | 34  | A3_N        |             | 49  | GND         | Ground          |
| 5   | SDA         |        | 20  | A1_P        | LVDS   | 35  | B3_N        | LVDS        | 50  | RFU2_P      |                 |
| 6   | HSO         |        | 21  | B1_P        | LVDS   | 36  | VADJ        | 1.2 to 3.3V | 51  | DI/TDI      | JTAG, SPI(MISO) |
| 7   | SCL         |        | 22  | A1_N        | LVDS   | 37  | GND         | Ground      | 52  | RFU2_N      |                 |
| 8   | HSRST       |        | 23  | B1_N        | LVDS   | 38  | A4_P        | LVDS        | 53  | DO/TDO      | JTAG, SPI(MOSI) |
| 9   | VCC         | 3.3V   | 24  | GND         | Ground | 39  | B4_P        | LVDS        | 54  | GND         | Ground          |
| 10  | HSI         |        | 25  | GND         | Ground | 40  | A4_N        | LVDS        | 55  | SEL/TMS     | JTAG, SPI(SEL)  |
| 11  | REFCLK      |        | 26  | A2_P        |        | 41  | B4_N        | LVDS        | 56  | RFU_P       |                 |
| 12  | GND         | Ground | 27  | B2_P        | LVDS   | 42  | GND         | Ground      | 57  | MODE        | JTAG EN         |
| 13  | GND         | Ground | 28  | A2_N        |        | 43  | GND         | Ground      | 58  | RFU_N       |                 |
| 14  | A0_P        | LVDS   | 29  | B2_N        | LVDS   | 44  | A5_P        | LVDS        | 59  | SCK/TCK     | JTAG, SPI(CLK)  |
| 15  | B0_P        | LVDS   | 30  | GND         | Ground | 45  | B5_P        | LVDS        | 60  | VBUS        | 5V              |

### CRUVI-GT Gigabit Transceiver Pin und Signal Beschreibung
| Pin | Bezeichnung | Notiz  | Pin | Bezeichnung | Notiz       | Pin | Bezeichnung | Notiz  | Pin | Bezeichnung | Notiz  |
| --- | ----------- | ------ | --- | ----------- | ----------- | --- | ----------- | ------ | --- | ----------- | ------ |
| A1  | GND         | Ground | B1  | TCK         | JTAG        | C1  | TDI         | JTAG   | D1  | GND         | Ground |
| A2  | TX3_N       |        | B2  | TMS         | JTAG        | C2  | TDO         | JTAG   | D2  | RX3_N       |        |
| A3  | TX3_P       |        | B3  |             |             | C3  |             |        | D3  | RX3_P       |        |
| A4  | GND         | Ground | B4  |             |             | C4  |             |        | D4  | GND         | Ground |
| A5  | TX2_N       |        | B5  |             |             | C5  |             |        | D5  | RX2_N       |        |
| A6  | TX2_P       |        | B6  |             |             | C6  | D1_N        |        | D6  | RX2_P       |        |
| A7  | GND         | Ground | B7  |             |             | C7  | D1_P        |        | D7  | GND         | Ground |
| A8  |             |        | B8  |             |             | C8  |             |        | D8  | CLK0_N      | CLK    |
| A9  |             |        | B9  |             |             | C9  |             |        | D9  | CLK0_P      | CLK    |
| A10 |             |        | B10 | VADJ        | 1.2 to 3.3V | C10 | VCC_5V      | 5V     | D10 | GND         | Ground |
| A11 |             |        | B11 | VCC_3.3V    | 3.3V        | C11 | VCC_12V     | 12V    | D11 | GND         | Ground |
| A12 |             |        | B12 |             |             | C12 |             |        | D12 | GBTCLK0_N   | CLK    |
| A13 |             |        | B13 |             |             | C13 |             |        | D13 | GBTCLK0_P   | CLK    |
| A14 | GND         | Ground | B14 |             |             | C14 | D0_N        |        | D14 | GND         | Ground |
| A15 | TX1_N       |        | B15 |             |             | C15 | D0_P        |        | D15 | RX1_N       |        |
| A16 | TX1_P       |        | B16 | S4_LS       | AUX IO      | C16 | S7_LS       | AUX IO | D16 | RX1_P       |        |
| A17 | GND         | Ground | B17 | S5_LS       | AUX IO      | C17 | S6_LS       | AUX IO | D17 | GND         | Ground |
| A18 | TX0_N       |        | B18 | S0_LS       | AUX IO      | C18 | S3_LS       | AUX IO | D18 | RX0_N       |        |
| A19 | TX0_P       |        | B19 | S1_LS       | AUX IO      | C19 | S2_LS       | AUX IO | D19 | RX0_P       |        |
| A20 | GND         | Ground | B20 | SDA_LS      | SMBus       | C20 | SCL_LS      | SMBUs  | D20 | GND         | Ground |

## Vorlagen der Peripherie Module
Es sind verschiedene Einzelperipheriemodule möglich,
flexibel und skalierbar durch LS-, HS- und GT-Stecker. Die Befestigungslöcher sind für M2-Schrauben mit
2,2 mm Durchmesser.
Es wird empfohlen, EEPROM mit I2C Schnittstelle zur Identifizierung des Peripheriemodules mit einer bestimmten Adressnummer zu verwenden.
| L x H [mm²] | Geschwindigkeit | PCB Vorlage | Bemerkung |
| ----------- | --------------- | ----------- | --- |
| 14 x 14     | LS              | CR99001     | mit Identifikations-EEPROM; Diese Vorlage ist nützlich für I2C, I3C, SPI-Sensor, I2S PDM MEMS Mikrofone, programmierbare Oszillatoren, ADC, DAC oder SPI (QSPI) Flash-Speicher im BGA24- oder SO-8-Gehäuse. |
| 14 x 14     | LS              | CR99002     | wie CR99001 mit u.Fl Stecker |
| 22 x 32     | LS              | CR99003     | halbe Länge, mit Identifikations-EEPROM |
| 18 x 32     | LS              | CR99004     | Diese Vorlage eignet sich zur Konvertierung in Pmod Signale (CR00005). |
| 22 x 30     | LS              | CR99005     | halbe Länge, zwei SMA Stecker |
| 18 x 20     | HS              | CR99101     | kleinste Größe HS Modul; Diese Vorlage eignet sich für HyperRAM oder HyperFlash (CR00041), eMMC (CR00049) oder Loopback Adapter für CRUVI-HS (CR00091) |
| 22 x 57.5   | HS              | CR99102     | maximale Größe, einfache Breite HS module; Diese Vorlage eignet sich für Signal Test Adapter zur Untersuchung mit Oszilloskop oder Logikanalysator (CR00026), für Hochgeschwindigkeitsschnittstellen wie USB-C, HDMI (CR00240), MIPI CSI/DSI, SDIO, xGMII Ethernet (CR0020x) und LVDS ADC (1 bis 4 Data Lanes) |
| 22 x 57.5   | GT              | CR99400     | Diese Vorlage eignet sich für HDMI Ausgang (CR00240), JESD204B ADC (CR00401), Loopback Adapter für CRUVI-GT (CR00092) |